# 수보트니크와 보스크레스니크

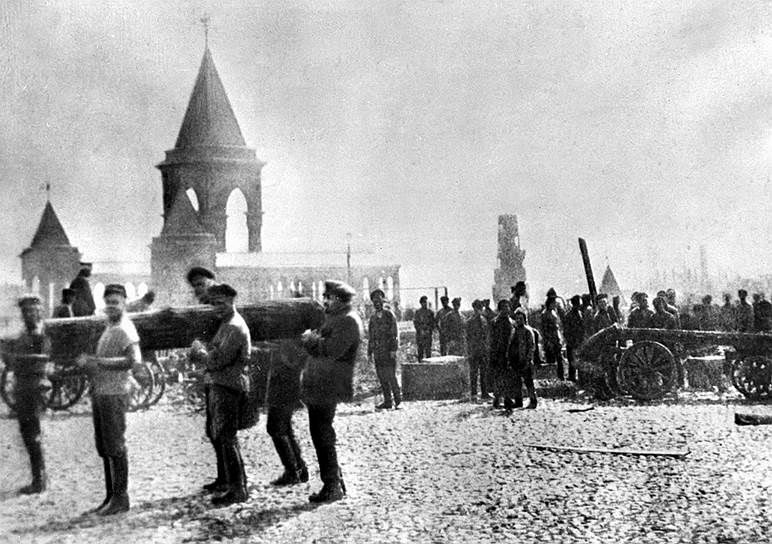
1920년 5월 1일, 통나무를 나르는 레닌.

수보트니크(Subbotnik)와 보스크레스니크(voskresnik)는 10월 혁명 이후 소련에 생긴 주말 무급노동이다. 수보트니크는 토요일, 보스크레스니크는 일요일에 해당한다. 일종의 자원봉사로 취급되어 길거리 청소, 공공편의시설 수리, 재활용품 수집 등의 공공근로를 했다.
최초의 사례는 1919년 4월 12일에 있었고, 1920년 5월 1일 최초로 전국적으로 시행되어 블라디미르 레닌이 몸소 모스크바 크렘린의 전쟁잔해를 치우는 일을 했다. 이후 시간이 지남에 따라 사실상 동원되는 정치행사처럼 되었으며, 특히 레닌 생일을 전후로 행하는 “레닌 수보트니크”는 연례행사화되었다. 1969년 4월 12일에는 최초의 수보트니크로부터 50주년이 되었음을 기념하여 이 개념을 대대적으로 부흥시켰고, 늦어도 1971년까지 수보트니크가 계속 이루어졌다.
수보트니크는 1950년대에 동구권 위성국들로도 전파되었고, 특히 동독에서 성행했다. 체코슬로바키아에도 비슷한 것이 있었는데 악체 Z라고 불렀다.